# Terminator
Terminator (originaltitel: The Terminator) er en amerikansk science-fiction film fra 1984. Den blev instrueret af James Cameron og havde Arnold Schwarzenegger, Michael Biehn og Linda Hamilton i hovedrollerne.

## Handling
Den unge Sarah Connor finder sig selv blive jagtet af en morder uden at hun kan finde en årsag. Hun bliver dog i første omgang reddet af Kyle Reese, som tager hende med sig og forklarer hende at han og manden der er ude på at slå hende ihjel er kommet fra fremtiden. I fremtiden har maskinerne taget magten og de overlevende mennesker kæmper mod maskinerne med Sarah Connors fremtidige søn John Connor som leder.
Nu er Kyle blevet sendt tilbage for at redde hende fra den Terminator der er blevet sendt tilbage for at slå hende ihjel af maskinerne. En Terminator er en maskine der er beklædt med menneskehud og kan modstå alle normale våben. I løbet af filmen og deres flugt fra Terminatoren forelsker Sarah og Kyle sig og Kyle bliver da også far til den fremtidige oprørsleder John Connor. 
Det lykkedes selvfølgeligt at få ødelagt Terminatoren, Kyle dør dog også, og til sidst i filmen ser man en gravid Sarah Connor beslutte sig for en gang at fortælle sin søn at han selv vil sende sin far tilbage i tiden for at redde hende.

## Robotter
T-600 er en serie af cyborger fra Terminatorfilmene. Den betragtes som en prototype eller forgænger til den bedre kendte T-800-serie, som er med i de tre første film.

## Medvirkende
- Arnold Schwarzenegger som Terminatoren
- Michael Biehn som Kyle Reese
- Linda Hamilton som Sarah Connor
- Paul Winfield som politiassistent Ed Traxler
- Lance Henriksen som kriminalbetjent Vukovich
- Bess Motta som Ginger Ventura
- Earl Boen som psykolog dr. Peter Silberman
- Rick Rossovich som Matt Buchanan, Gingers kæreste

## Citater
- Jeg vender tilbage – (I'll be back) - Terminator

- Kom med mig hvis du vil leve – (Come with me if you want to live) - Kyle Reese

- Lyt og forstå. Terminatoren er der ude. Man kan ikke forhandle med den. Man kan ikke tale den til fornuft. Den har ingen medlidenhed, ingen dårlig samvittighed, ingen frygt. Og den vil absolut aldrig stoppe, nogensinde, indtil du er død. – (Listen. And understand. That terminator is out there. It can't be bargained with. It can't be reasoned with. It doesn't feel pity, or remorse, or fear. And it absolutely will not stop, ever, until you are dead.) - Kyle Reese

## Efterfølgere
- Terminator 2: Dommedag
- Terminator 3: Rise of the Machines
- Terminator Salvation
- Terminator Genisys
- Terminator Dark Fate